# Kryniczno (Środa Śląska)
Pour l’article homonyme, voir Kryniczno (Trzebnica).
Kryniczno est une localité polonaise de la gmina et du powiat de Środa Śląska en voïvodie de Basse-Silésie.